# Polypodium hayatai
Polypodium hayatai là một loài dương xỉ trong họ Polypodiaceae. Loài này được Masam. mô tả khoa học đầu tiên năm 1930.
Danh pháp khoa học của loài này chưa được làm sáng tỏ. 